# 다항식 전개
다항식 전개(多項式 展開, 영어: polynomial expansion)는 인수 분해된 다항식을 인수들끼리 분배법칙을 이용하여 곱셈을 한 다음, 동류항들끼리 교환법칙과 결합법칙을 이용하여 덧셈뺄셈을 하여 다시 푸는 과정이다. 이렇게 전개된 식을 전개식(展開式)이라고 한다.
이처럼  다항식의 전개와 인수분해는 곱셈공식으로 표현되는 정보교환관계에  있어서 중요한 역할을 한다.

## 다항식의 덧셈과 뺄셈

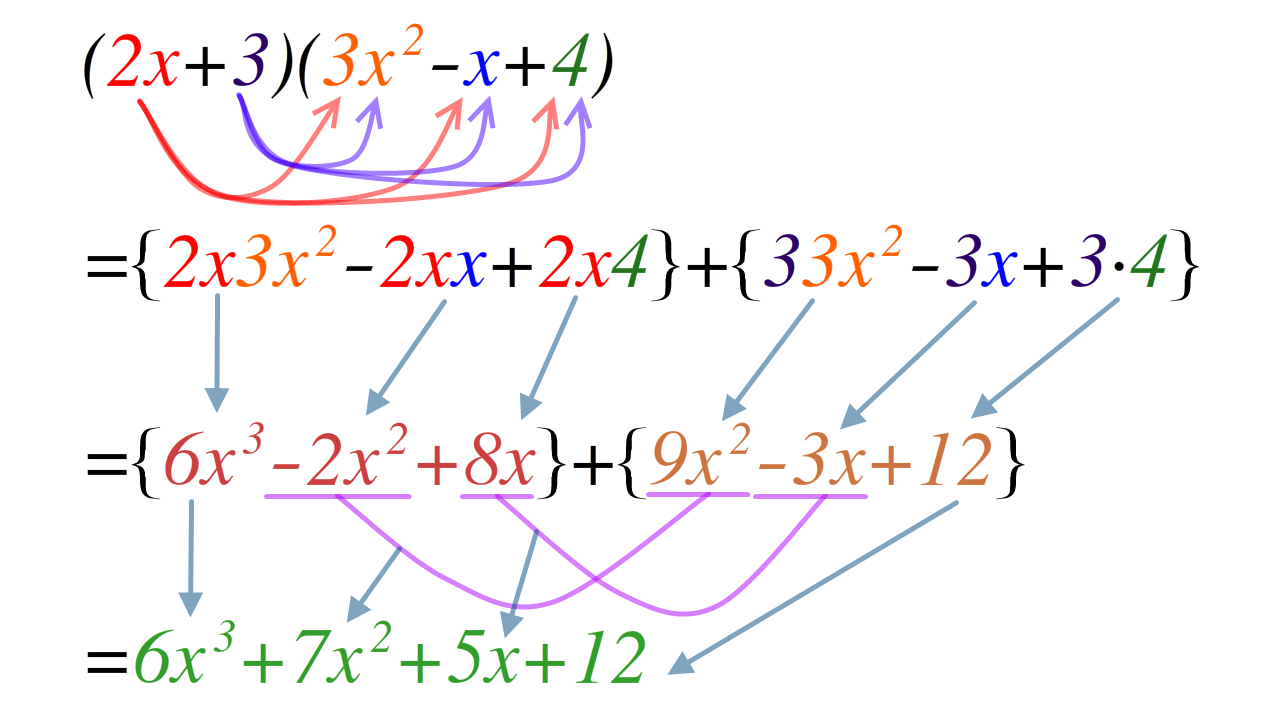
다항식의 전개는 분배법칙을 이용하여 분배한 이후, 동류항끼리 계산하여 정리한다.

다항식들의 동류항끼리 덧셈과 뺄셈을 하는 것은 다항식의 연산의 핵심이다.
예를 들어, 다항식
{\displaystyle f(x)=2x^{3}-5x+9}와 {\displaystyle g(x)=x^{3}+2x^{2}+8x-1}에 대하여
{\displaystyle 2f(x)-g(x)}
{\displaystyle =2(2x^{3}-5x+9)-(x^{3}+2x^{2}+8x-1)}
{\displaystyle ={4x^{3}-10x+18}-{x^{3}+2x^{2}+8x-1}}
{\displaystyle =3x^{3}-2x^{2}-18x+19}이다.

## 잘 알려진 곱셈 공식
모든 공식에 복부호 동순이 적용된다.

### 2차식
- {\displaystyle \,m(a\pm b)=ma\pm mb}
- {\displaystyle \,(a+b)(c+d)=ac+ad+bc+bd}
- {\displaystyle \,(a+b)^{2}=a^{2}+2ab+b^{2}}
- {\displaystyle \,(a-b)^{2}=a^{2}-2ab+b^{2}}
- {\displaystyle \,(a+b)(a-b)=a^{2}-b^{2}}
- {\displaystyle \,(x+a)(x+b)=x^{2}+(a+b)x+ab}
- {\displaystyle \,(ax+b)(cx+d)=acx^{2}+(ad+bc)x+b}
- {\displaystyle \,(a+b+c)^{2}=a^{2}+b^{2}+c^{2}+2(ab+bc+ca)}
- {\displaystyle \,(ax+by)(cx+dy)=acx^{2}+(ad+bc)xy+bdy^{2}}
- {\displaystyle \,(ax+by+c)(dx+ey+f)=adx^{2}+(af+cd)x+(ae+bd)xy+bey^{2}+(bf+ce)y+cf}

좌표평면에서의 곱셈공식의 의미

아래 2차식들은 곱셈 공식의 변형의 일부이다.
- {\displaystyle \,a^{2}+b^{2}+c^{2}-(ab+bc+ca)=a^{2}+b^{2}+c^{2}-ab-bc-ca={\frac {1}{2}}\left\{(a-b)^{2}+(b-c)^{2}+(c-a)^{2}\right\}}
- {\displaystyle \,(a+b)^{2}=a^{2}+b^{2}+2ab,(a+b)^{2}-2ab=a^{2}+b^{2}}
- {\displaystyle \,(a-b)^{2}=a^{2}+b^{2}-2ab,(a-b)^{2}+2ab=a^{2}+b^{2}}
- {\displaystyle (a-b)^{2}+2ab=(a+b)^{2}-2ab,(a-b)^{2}+4ab=(a+b)^{2},(a-b)^{2}=(a+b)^{2}-4ab}

### 3차식
- {\displaystyle \,(x\pm a)(x\pm b)(x\pm c)=x^{3}\pm (a+b+c)x^{2}+(ab+bc+ca)x\pm abc}
- {\displaystyle \,(a\pm b)^{3}=a^{3}\pm 3a^{2}b+3ab^{2}\pm b^{3}}
- {\displaystyle \,(a\pm b)(a^{2}\mp ab+b^{2})=a^{3}\pm b^{3}}
- {\displaystyle \,(a+b+c)(a^{2}+b^{2}+c^{2}-ab-bc-ca)=a^{3}+b^{3}+c^{3}-3abc}
- {\displaystyle \,{\frac {1}{2}}(a+b+c)\left\{(a-b)^{2}+(b-c)^{2}+(c-a)^{2}\right\}=a^{3}+b^{3}+c^{3}-3abc}
- {\displaystyle a^{3}+b^{3}+c^{3}=(a+b+c)(a^{2}+b^{2}+c^{2}-ab-bc-ca)+3abc}

### 4차식
- {\displaystyle \,(a^{2}+ab+b^{2})(a^{2}-ab+b^{2})=a^{4}+a^{2}b^{2}+b^{4}}
- {\displaystyle (a\pm b)^{4}=a^{4}\pm 4a^{3}b+6a^{2}b^{2}\pm 4ab^{3}+b^{4}}

또한, {\displaystyle \,(a+b)^{n}} (단, {\displaystyle \,n=} 자연수) 을 구할 때에는 (이항 전개) 일단 각 항의 계수는 생략하였음. 계수는 파스칼의 삼각형으로 구한다.
{\displaystyle \,(a+b)^{n}=a^{n}+a^{(n-1)}b+a^{(n-2)}b^{2}+a^{(n-3)}b^{3}+}···{\displaystyle \,+a^{3}b^{(n-3)}+a^{2}b^{(n-2)}+ab^{(n-1)}+b^{n}}
{\displaystyle \,a} 의 지수는 점점 작아지고, {\displaystyle \,b} 의 지수는 점점 커지며, 전개한 후에는 모든 항이 {\displaystyle \,n}차식이 된다.
또한 생략된 각 계수는 파스칼의 삼각형을 이용해서 구하는데,
제곱은 3번째 줄, 세제곱은 4번째 줄, 네제곱은 5번째 줄 {\displaystyle \,(n} 제곱은 {\displaystyle \,(n+1)} 번째 줄 {\displaystyle )}의 숫자들을 하나씩 각 항의 앞에 계수로 사용하면 된다.

## 일반적인 곱셈 공식의 변형
다음은 대한민국의 2015년 개정 교육과정에서 쓰이는, 고등학교 1학년 수준의 곱셈 공식의 변형이다. (단, 2차식 내용의 일부는 중학교 3학년 과정이다.) 모든 공식에 복부호 동순이 적용된다.

### 2차식
| QW452135435 |  |  |  |
| ----------- |  |  |  |
|             |  |  |  |
|             |  |  |  |
|             |  |  |  |

- {\displaystyle \,a^{2}+b^{2}=(a\pm b)^{2}\mp 2ab}
- {\displaystyle \,(a+b)^{2}=(a-b)^{2}+4ab}
- {\displaystyle \,x^{2}+{1 \over x^{2}}=\left(x\pm {1 \over x}\right)^{2}\mp 2}
- {\displaystyle \,\left(x+{1 \over x}\right)^{2}-\left(x-{1 \over x}\right)^{2}=4}
- {\displaystyle \,a^{2}+b^{2}+c^{2}=(a+b+c)^{2}-2(ab+bc+ca)}
- {\displaystyle \,a^{2}+b^{2}+c^{2}\pm ab\pm bc\pm ca={1 \over 2}\left\{(a\pm b)^{2}+(b\pm c)^{2}+(c\pm a)^{2}\right\}}

### 3차식
- {\displaystyle \,a^{3}\pm b^{3}=(a\pm b)^{3}\mp 3ab(a\pm b)}
- {\displaystyle \,x^{3}\pm {1 \over x^{3}}=\left(x\pm {1 \over x}\right)^{3}\mp 3\left(x\pm {1 \over x}\right)}
- {\displaystyle \,a^{3}+b^{3}+c^{3}=(a+b+c)(a^{2}+b^{2}+c^{2}-ab-bc-ca)+3abc}

### 4차식
- {\displaystyle \,(a^{2}+ab+b^{2})(a^{2}-ab+b^{2})=a^{4}+a^{2}b^{2}+b^{4}}
- {\displaystyle \,(x^{2}+x+1)(x^{2}-x+1)=x^{4}+x^{2}+1}

### 5차식 이상
- {\displaystyle \,a^{5}+b^{5}=(a^{2}+b^{2})(a^{3}+b^{3})-a^{2}b^{2}(a+b)}

※ 자연수인 {\displaystyle \,n}에 대하여, {\displaystyle \,a^{n}+b^{n}}은 다음과 같이 구한다. (단, {\displaystyle \,k={1 \over 2}n}, {\displaystyle \,p=k-0.5} , {\displaystyle \,q=k+0.5}로 정의한다.)
{\displaystyle \,n}이 짝수일 때, {\displaystyle \,a^{n}+b^{n}=(a^{k}+b^{k})^{2}-2a^{k}b^{k}}
{\displaystyle \,n}이 홀수일 때, {\displaystyle \,a^{n}+b^{n}=(a^{p}+b^{p})(a^{q}+b^{q})-a^{p}b^{p}(a+b)}

## 같이 보기
- 곱셈 공식